# 水谷功
水谷 功（みずたに いさお、1945年3月12日 - 2020年12月17日）は、日本の実業家。
三重県出身。中堅ゼネコン水谷建設の会長を務めた。
2006年7月、福島県内の土地取引をめぐる11億4000万円の脱税容疑で東京地方検察庁特別捜査部に逮捕され、のち有罪が確定した。この事件は福島県知事汚職事件摘発につながった。2011年の陸山会事件で、水谷建設から小沢一郎事務所側への裏献金を了解していたと証言した。
日朝国交正常化をにらんでたびたび朝鮮民主主義人民共和国（北朝鮮）に渡航した。カジノを好み、指定暴力団山口組や住吉会の幹部と親交が深かったといわれる。
2020年12月17日、肝臓癌のため死去。